# Minting
Minting est un village et une paroisse civile du Lincolnshire, en Angleterre. Il est situé à 25 km environ à l'est de la ville de Lincoln. Administrativement, il relève du district d'East Lindsey. Au recensement de 2011, il comptait 286 habitants.

## Histoire
Au Moyen Âge, Minting abrite un prieuré bénédictin.